# Мятеж Таная
Мятеж Таная — внутриполитический конфликт в руководстве Афганистана, обострившийся в 1990 году после вывода советских войск.
Поводом послужили аресты сторонников министра обороны РА Таная, которых подозревали в связях с вооруженной исламской оппозицией Хекматияра. Личное противостояние Таная и президента Наджибуллы осложнялось внутрипартийной борьбой фракций «Хальк» и «Парчам».
6 марта Танай предпринял попытку захвата власти. К Кабулу из пригорода Пули-Чархи были выдвинуты 20 танков, но они были блокированы курсантами Высшего военного училища. Выдвинутая с северо-запада 8-я пехотная дивизия была остановлена огнем войск МВД.
Тогда Танай приехал в Баграм и отдал приказ о авианалёте на Кабул. В воздушной атаке на столицу приняло участие 18 самолётов, на Кабул были сброшены 34 бомбы.
Президент Наджибулла сместил Таная с поста министра обороны, передав руководство армией Ватанджару. В столице был введен комендантский час, мятежникам был выдвинут ультиматум о сдаче оружия в обмен на гарантии безопасности, а военнослужащим предписывалось осознать «предательскую сущность заговора» и способствовать задержанию Таная.
7 марта в ходе штурма здания министерства обороны погибло 90 человек, уничтожено 30 танков мятежников, артиллерийским обстрелам была подвергнута авиабаза Баграм: 10 самолётов были уничтожены на взлётной полосе и 4 сбиты в районе Кабула.
8 марта правительственные силы восстановили контроль над Баграмом.
Танай со своими ближайшими сторонниками бежал на вертолёте в Пакистан.
Провалу мятежа способствовал тот факт, что Наджибулла своевременно узнал о мятеже, отвёл из столицы армейские части и привлек к защите своей власти силы Национальной гвардии.
Также, Наджибуллу поддержал генерал Дустум.
Несмотря на победу, Наджибулла потерял доверие армейских кругов, которые стали переходить на сторону моджахедов, что привело в конечном счете к смене режима в 1992 году.